# Tazemmourt
Tazemmourt (franska: Tazemmourt (CR), Tazemmourt (Commune Rurale), arabiska: تملوكت) är en kommun i Marocko.   Den ligger i provinsen Taroudannt och regionen Souss-Massa, i den centrala delen av landet, 500 km söder om huvudstaden Rabat. Antalet invånare är 5 649.